# Dokki Doki! Love Mail
Singles de Aya Matsuura
Tropical Koishiteru
(2001)
Dokki Doki! Love Mail (ドッキドキ! LOVE メール) est le 1er single de Aya Matsuura, sorti le 11 avril 2001 au Japon sous le label Zetima, dans le cadre du Hello! Project.

## Présentation
Le single sort alors qu'elle n'est âgée que de 14 ans. Il est écrit et produit par Tsunku. Il atteint la 10e place du classement de l'Oricon. Il se vend à 26 720 exemplaires la première semaine, et reste classé pendant 6 semaines, pour un total de 72 070 exemplaires vendus.
La chanson-titre du single figurera sur son premier album First Kiss de 2002, puis sur la  compilation Aya Matsuura Best 1 de 2005, et dans une version différente sur son album de reprises Naked Songs de 2006.

## Liste des titres
Toutes les chansons sont écrites et composées par Tsunku.
| 1. | Dokki Doki! Love Mail (ドッキドキ!LOVEメール)                              | Yuichi Takahashi | 4:30 |
| 2. | Machiawase (待ち合わせ)                                                    | AKIRA            | 4:43 |
| 3. | Dokkidoki! LOVE Mail (Instrumental) (ドッキドキ!LOVEメール (Instrumental)) | Yuichi Takahashi | 4:26 |

## Interprétations à la télévision
- Music Station (2001.04.13)
- Utaban (2001.04.19)